# Philipp von Kleve
Philipp von Kleve (* 1. Januar 1467; † 5. März 1505) war ein Sohn Johanns I., Herzog von Kleve, und Elisabeths von Burgund.
Philipp war durch Patronage seines Bruders Herzog Johann II. von Kleve zunächst Abt von St. Wandrille, dann Abt von St. Martin in Nevers und von 1500 bis 1502 Bischof von Nevers. Danach war er von 1502 bis 1503 Bischof von Amiens und schließlich ab dem 9. Mai 1503 bis zu seinem Tod Bischof von Autun.